# 畑岡奈紗
畑岡 奈紗（はたおか なさ、1999年1月13日 - ）は、茨城県笠間市出身の日本の女子プロゴルファーである。所属はアビームコンサルティング。
宍戸ヒルズカントリークラブに勤務していた実母の影響で、11歳でゴルフを始める。

## 来歴
※本項では日本女子プロゴルフ協会はJLPGA、全米女子プロゴルフ協会はUSLPGAと表記する
名前の奈紗は、アメリカ航空宇宙局（NASA）に因み、「前人未到のことをするように」との思いを込めて命名された。中学時代は陸上競技（200m走）で県大会入賞の経験を持つ。

## アマチュア時代
2014年8月に開催された「日本ジュニアゴルフ選手権競技」（15-17歳の部）において、最終日にJLPGAツアー優勝経験がある同学年の勝みなみに6打差を逆転された。
2015年後期からJGAナショナルチーム入り。同年7月の「IMGアカデミー世界ジュニアゴルフ選手権」において、個人及び団体優勝を果たす。同年10月に開催されたJLPGAツアー「樋口久子 Pontaレディス」の主催者推薦選考競技会（マンデー）を勝ち上がり同ツアー初出場、初日4アンダーでトップに立つ。アマチュア選手が初出場の同ツアーで首位発進するのは史上初。2日目も通算5アンダーで首位を守るも、最終日にスコアを伸ばせず7位タイであったがローアマチュアを獲得した。
2016年7月の「IMGアカデミー世界ジュニアゴルフ選手権」において、個人及び団体優勝の2連覇を果たす。同年10月のJLPGAツアー公式戦「日本女子オープンゴルフ選手権競技」では最終日に首位から4打差の5位でスタートし、4アンダーの68で回って逆転で同ツアー初優勝を公式戦で飾った。同ツアー公式戦でのアマチュアの優勝は史上初で、17歳263日での優勝はこれまで宮里藍が持っていた最年少大会優勝記録（2005年=20歳105日）を大幅に更新しただけでなく、平瀬真由美が「JLPGAレディーボーデンカップ」（大会名は当時。現在の「LPGAツアーチャンピオンシップ」）を優勝した際の同ツアー公式戦最年少優勝記録（1989年＝20歳27日）も更新した。
2016年10月10日にプロ転向を表明、17歳271日でのプロ入りは、宮里藍の18歳110日を更新し日本人史上最年少となった。

## プロ入り後
2016年11月11日開幕の「伊藤園レディスゴルフトーナメント」でプロとして初出場。同年12月USLPGAツアーファイナルクオリファイングトーナメント（QT）に進出し、14位タイとなり日本人最年少の17歳で翌シーズンの同ツアー出場権を獲得した。
2017年から森ビル所属となる。同年からはUSLPGAツアーを主戦場としてプレー。一時帰国して参戦したJLPGAツアー「ミヤギテレビ杯ダンロップ女子オープンゴルフトーナメント」でプロ入り初優勝を果たした。18歳254日での同ツアー2勝目は、宮里藍が保持していた18歳262日を更新するものであった。その翌週の同ツアー公式戦「日本女子オープンゴルフ選手権競技」では最終日には8バーディーを奪って65とし、20アンダー（4日間通算268）で2位に8打差をつけて圧勝。同ツアー公式戦における最多アンダーパー記録を更新し、樋口久子が1976年・1977年と連覇して以来40年ぶりの大会2連覇をプロ初の2週連続優勝で達成した。
「2017年ミヤギテレビ杯ダンロップ女子オープンゴルフトーナメント優勝」の資格でJLPGA入会を申請し、同時期に申請したイ・ボミと共に2017年10月1日付でJLPGA89期生となる。
同年USLPGAツアーファイナルQTをトップ通過し、翌シーズンの同ツアー出場権を獲得。
2018年は６月のUSLPGAツアーメジャー大会「全米女子オープン」では日本人初の10代でのトップ10入り（10位）となった後、3週間後の「ウォルマートNWアーカンソー選手権」で同ツアー初優勝を19歳162日の日本人最年少で達成し、翌週のUSLPGAツアーメジャー大会「KPMG 全米女子プロゴルフ選手権」では、惜しくもプレーオフで敗れはしたものの2位タイ。一時帰国して9月の「日本女子オープンゴルフ選手権競技」に参戦し、樋口久子以来となる2人目の大会3連覇に挑んだが、柳簫然（韓国）の前に3打及ばず2位となる。その後11月のUSLPGA・JLPGA共催の「TOTOジャパンクラシック」では最終日に4打差を逆転しUSLPGAツアー2勝目を挙げた。
2019年は3月のUSLPGAツアー「起亜クラシック」で優勝し同ツアー3勝目。一時帰国して参戦した9月のJLPGAツアー公式戦「日本女子プロゴルフ選手権大会コニカミノルタ杯」で優勝。大会レコードとなる18アンダーでの優勝と日本人史上最速となる同ツアー出場17試合での生涯獲得賞金1億円突破も達成した。さらに10月の同ツアー公式戦「日本女子オープンゴルフ選手権競技」でも同世代の大里桃子らを抑えて大会3度目の優勝。これにより1977年の樋口久子以来となる史上2人目の同一年度日本タイトル二冠を達成、20歳245日での国内公式戦3勝目、20歳266日での同4勝目は共に史上最年少となった。この直後の同年10月7日付世界ランクで自身最高位となる3位となる。
2021年8月の開催となった2020年東京オリンピックゴルフ競技女子では通算274の9位だった。
2024年6月アメリカ女子ゴルフツアー『ショップライト・クラシック』2日目ラウンド前に失格となった。初日の最終9番で2打目をブッシュに打ち込んだ際にボールを見つけるまで制限の3分を超えたとして、USLPGAがラウンド後に提出されたビデオ映像を検証した結果と説明した。ロストボールとして、2打目の位置に戻ってプレーしなければならなかったがそのまま競技を続けたために「誤所からのプレー」で過少申告となった。畑岡はボールを見つけた際に、立ち会っていた競技委員にアンプレアブルの処置について聞いていただけに計測時間をオーバーしているとは思わなかったようだが「ルールはルールなのでしょうがない」と悔しさを押し殺した。

## 人物
トレーニングには他競技のやり方を取り入れてもいる。例を挙げるなら野球のバットでテニスボールを打つなど。
中嶋常幸に師事している。
髙田洋平米国を拠点とする理学療法士の髙田洋平がサポートし身体のケアとスイングについてもアドバイスを行っている。。

## トーナメント優勝

### LPGAツアー（6）
| No. | 日付          | トーナメント名                   | スコア                 | 打差数 | 2位（タイ）                                                                    |
| --- | ------------- | -------------------------------- | ---------------------- | ------ | ------------------------------------------------------------------------------ |
| 1   | 2018年6月24日 | ウォルマートNWアーカンソー選手権 | -21                    | 6打差  | オースティン・アーンスト                                                       |
| 2   | 2018年11月4日 | TOTOジャパンクラシック           | -14                    | 2打差  | 永峰咲希／ 上田桃子／ カルロタ・シガンダ                                       |
| 3   | 2019年3月31日 | 起亜クラシック                   | -18                    | 3打差  | 朴仁妃／ パク・ソンヒョン／ コ・ジンヨン／ アサアラ・ムニョス／ ダニエル・カン |
| 4   | 2021年7月11日 | マラソン・クラシック             | -19                    | 6打差  | Elizabeth Szokol／ Mina Harigae                                                |
| 5   | 2021年9月26日 | ウォルマートNWアーカンソー選手権 | −16                    | 1打差  | Eun-Hee Ji Minjee Lee                                                          |
| 6   | 2022年4月24日 | DIO Implant LA Open              | -15（67-68-67-67=269） | 5打差  | Hannah Green                                                                   |

### JLPGAツアー（5）
| No. | 日付          | トーナメント名                                         | スコア | 打差数 | 2位（タイ）                   |
| --- | ------------- | ------------------------------------------------------ | ------ | ------ | ----------------------------- |
| 1   | 2016年10月2日 | @日本女子オープンゴルフ選手権競技                      | -4     | 1打差  | 堀琴音                        |
| 2   | 2017年9月24日 | ミヤギテレビ杯ダンロップ女子オープンゴルフトーナメント | -13    | 4打差  | 李知姫                        |
| 3   | 2017年10月1日 | 日本女子オープンゴルフ選手権競技                       | -20    | 8打差  | 申智愛                        |
| 4   | 2019年9月15日 | 日本女子プロゴルフ選手権大会コニカミノルタ杯           | -18    | 8打差  | 大西葵 ／ 馮珊珊              |
| 5   | 2019年10月6日 | 日本女子オープンゴルフ選手権競技                       | -18    | 4打差  | 大里桃子 ／ 柳簫然／ 岡山絵里 |

@:アマチュア出場

## 団体戦
※来歴に記載のない大会のみ
アマチュア
- パッツィー ハンキンストロフィー（英語版）（アジア太平洋選抜）: 2016年（優勝）[6]
- ネイバーズトロフィーチーム選手権（日本代表）: 2016年[6]
- エスピリトサントトロフィー世界女子アマチュアゴルフチーム選手権（日本代表）: 2016年[6]

プロフェッショナル
- ULインターナショナル・クラウン（日本代表）: 2018年[18]
- アマタフレンドシップカップ（英語版）（日本代表）: 2018年[36]